# Clara Müller-Jahnke

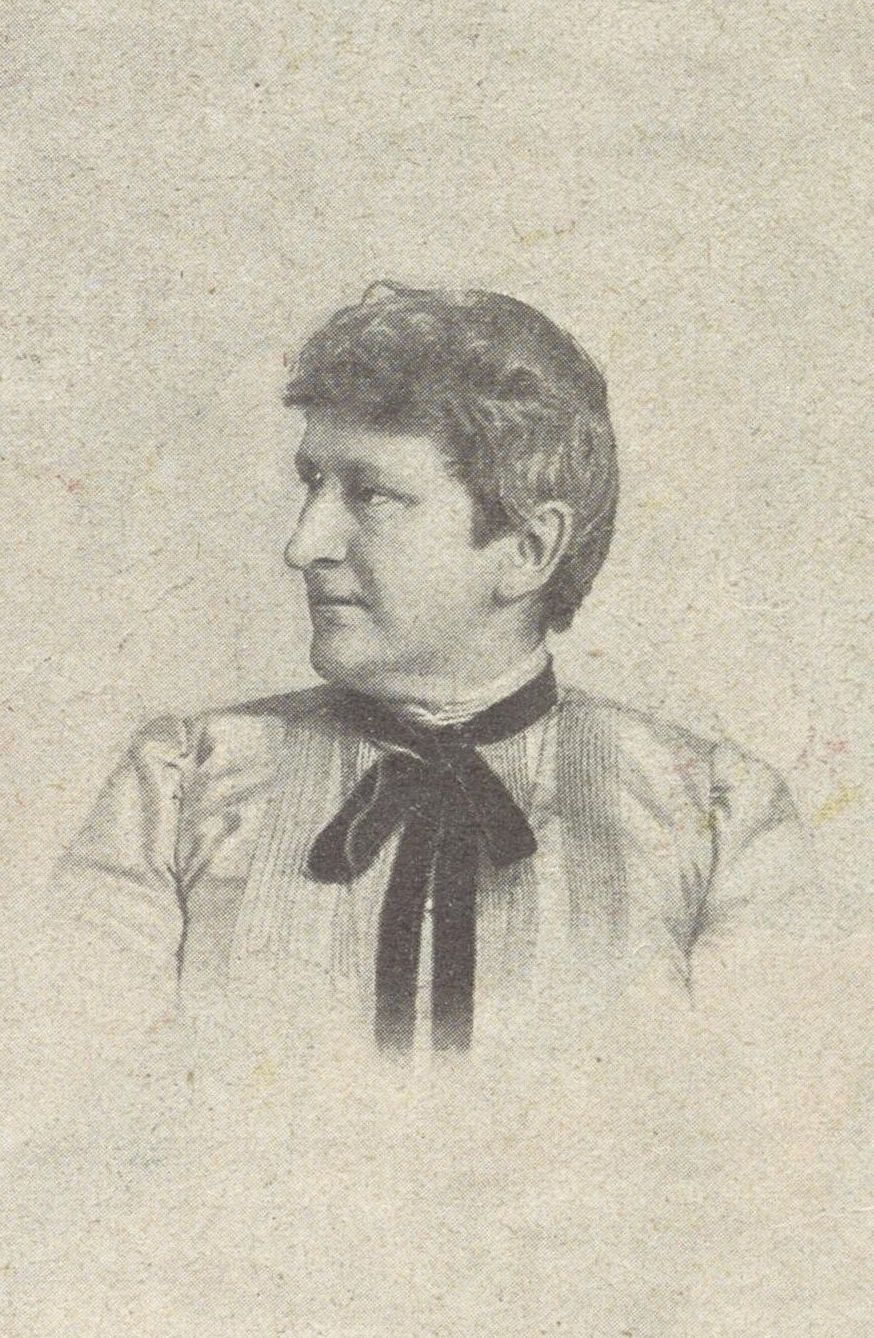
Clara Müller-Jahnke

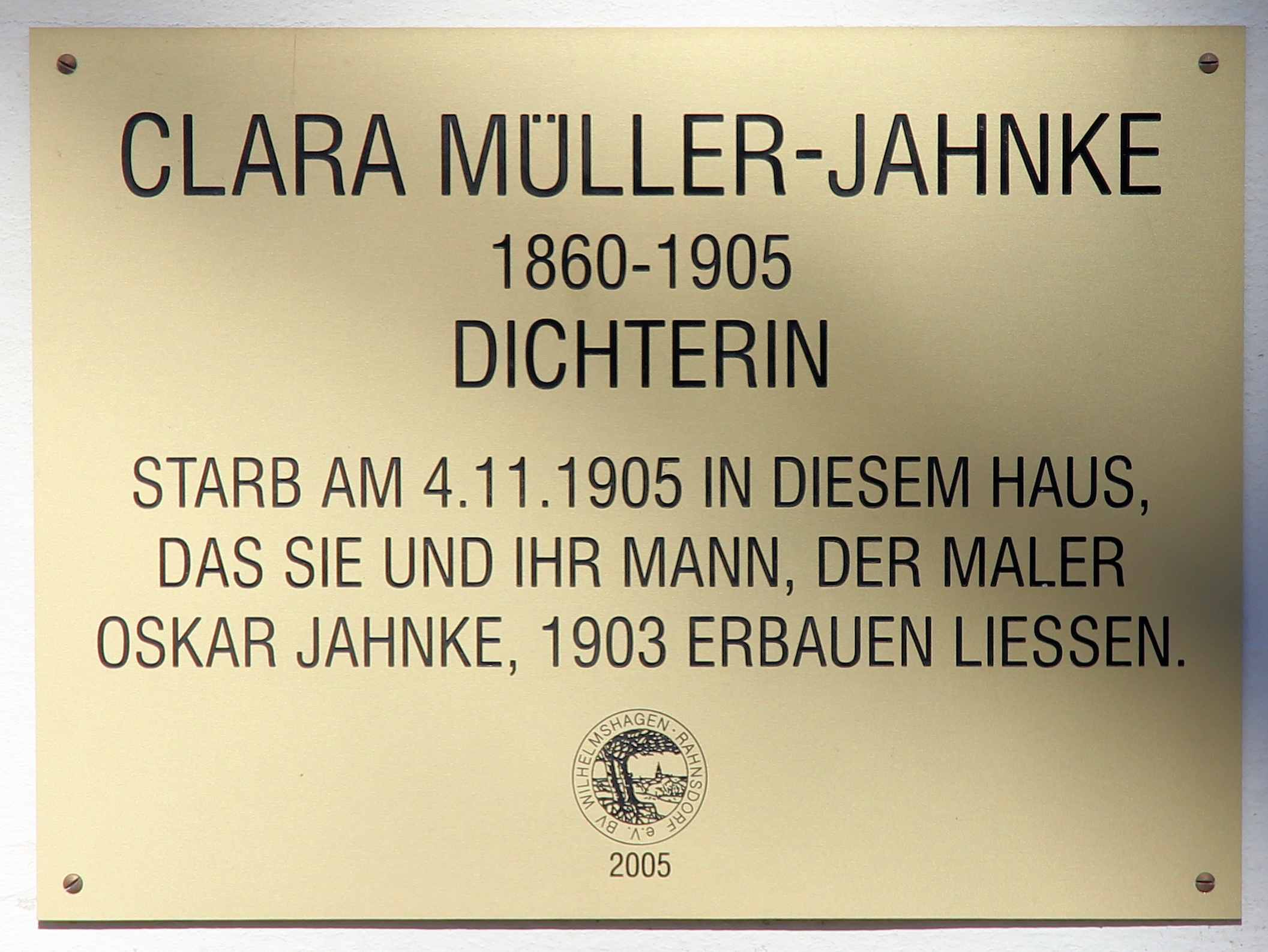
Gedenktafel am Haus Lassallestr 67, in Berlin-Wilhelmshagen

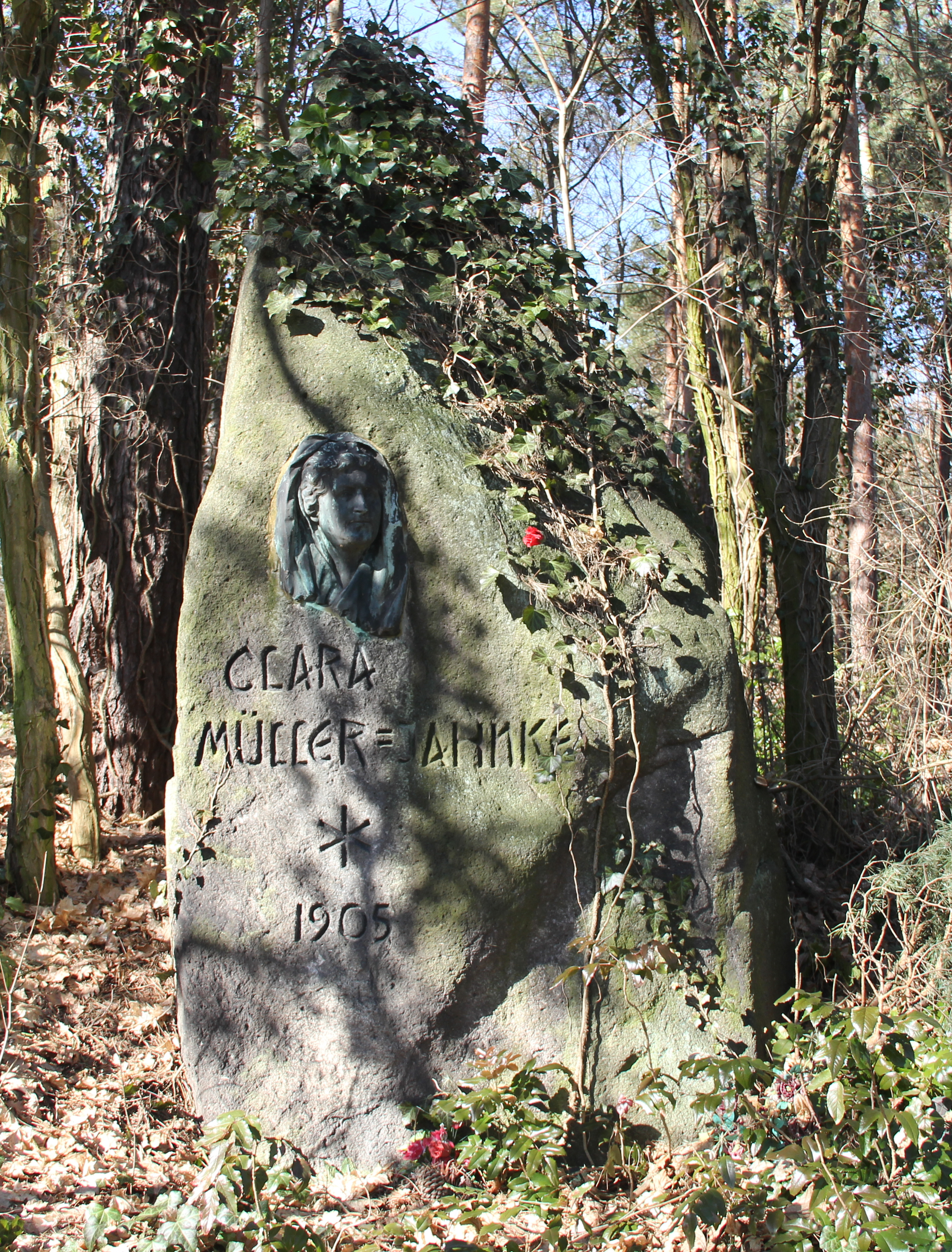
Grabstein auf dem Friedhof Wilhelmshagen

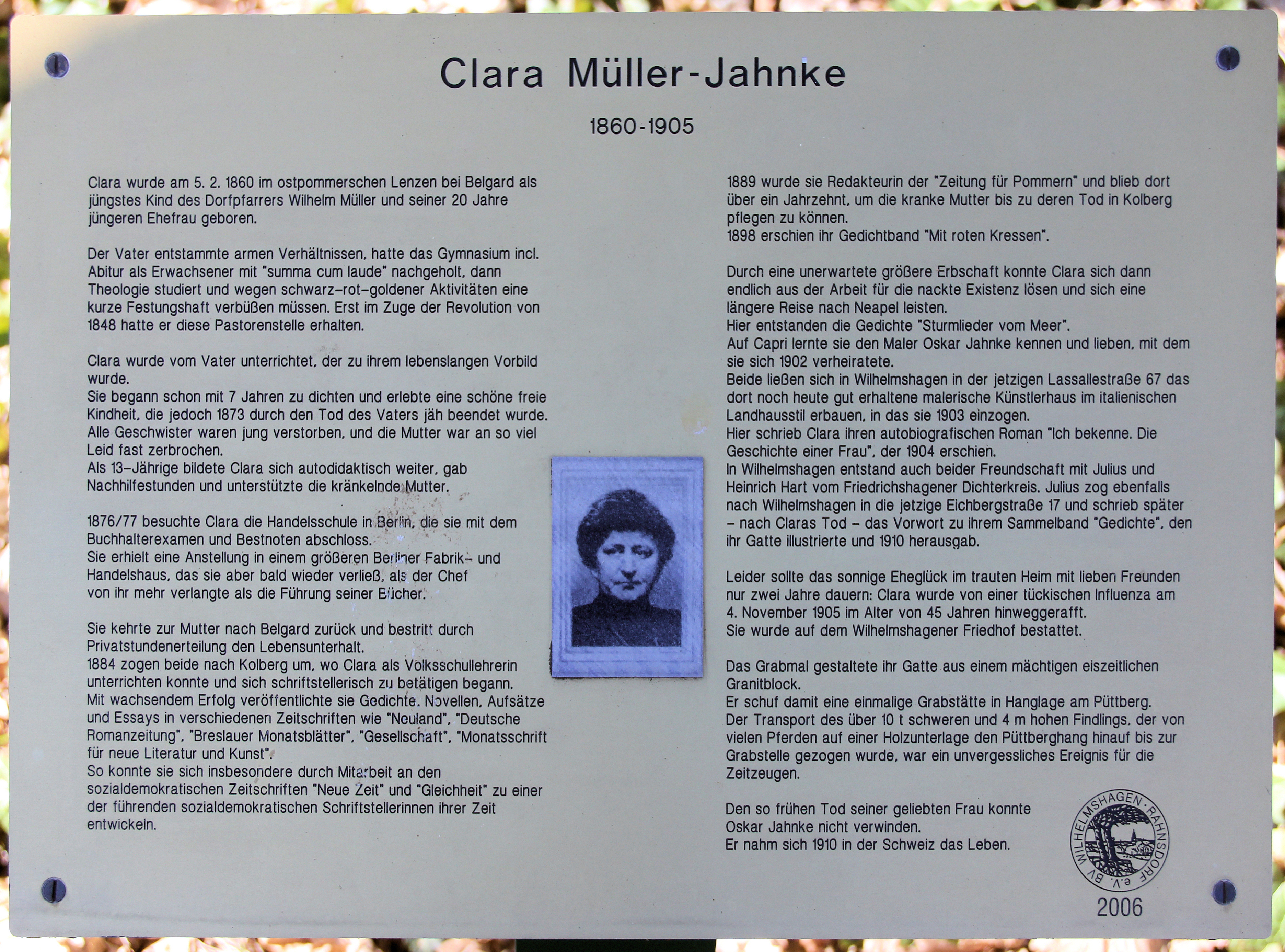
Tafel mit Lebensgeschichte von Müller-Jahnke

Clara Müller-Jahnke geborene Müller (* 5. Februar 1860 in Lenzen, Kreis Belgard; † 4. November 1905 in Wilhelmshagen bei Berlin) war eine deutsche Dichterin, Journalistin und Frauenrechtlerin. Sie galt als führende sozialistische Dichterin ihrer Zeit und machte insbesondere mit ihren agitatorischen Arbeitergedichten auf die Lage der Arbeiter und der Frauen aufmerksam.

## Leben
Clara Müller war die Tochter des Pfarrers Wilhelm Müller. Der demokratisch gesinnte Protestant unterrichtete seine Tochter selbst in Latein und Griechisch, starb allerdings bereits 1873. Wilhelm Müller arbeitete zunächst als Schäfer auf einem Gutshof und begann später zu studieren. Im Jahre 1848 holten die Bauern von Lenzen Müller als Pfarrer in ihre Kirche. Dafür mussten die Bauern protestierend vor das Belgarder Rathaus ziehen, bevor der bereits zweimal von ihnen gewählte Pfarrer tatsächlich bestätigt wurde. Müller galt ihnen als Demokrat. Nach dem Tod von Wilhelm Müller gerieten Mutter und Tochter in finanzielle Schwierigkeiten. Zunächst zogen die Mutter, Clara und ihre jüngere Schwester von Lenzen nach Belgard. Clara ging nach Berlin und schloss 1877 eine Handelsschule ab. Sie arbeitete als Buchhalterin bei einem Tapeten-Fabrikanten in Berlin. Das Unternehmen verließ sie wieder, als der Chef von seiner kleinen „weißen Sklavin“ mehr verlangte als die Führung der Geschäftsbücher. Aber auch aus gesundheitlichen Gründen (hochgradige Bleichsucht) musste sie Berlin wieder aufgeben. Sie kehrte zu ihrer Mutter nach Belgard zurück. Im Jahre 1884 übersiedelte Clara Müller nach Kolberg, wo sie als Volksschullehrerin arbeitete.
Ab 1889 war sie journalistisch tätig. Sie wurde Redakteurin der Zeitung für Pommern und schrieb zudem für die Deutsche Romanzeitung, Gesellschaft, Neuland, Breslauer Monatsblätter, die Monatsschrift für neue Litteratur und Kunst sowie für das sozialdemokratische Satireblatt Der wahre Jacob. In den sozialdemokratischen Zeitschriften Neue Welt und Gleichheit veröffentlichte sie erste sozialkritische Gedichte. Im Jahre 1899 erschien ihr erster Gedichtband: „Mit roten Kressen“. Die Frauenrechtlerin Clara Zetkin widmete sich daraufhin diesem Werk gleich in mehreren Ausgaben der Zeitschrift „Die Gleichheit“. Ihre Rezension ist eine wahre Lobeshymne. 1901 wurde der Band „Sturmlieder vom Meer“ gedruckt.
Durch eine Erbschaft konnte sie seit 1900 als freie Schriftstellerin leben. Im Dezember 1899 war ihre Mutter verstorben. Fortan begab sich Clara Müller auf Reisen. In Italien lernte sie den Orientmaler Oskar Jahnke kennen. 1902 heirateten die beiden auf Capri. Oskar Jahnke arbeitete auch in Berlin, unter anderem als Architekt für das Bezirksamt Zehlendorf. Clara Müller-Jahnke und ihr Mann waren mit dem Friedrichshagener Dichterkreis bekannt. Julius Hart schrieb später die Einführung zu Müller-Jahnkes Gedichtbänden. Im Jahre 1904 erschien Clara Müller-Jahnkes autobiographische Prosa „Ich bekenne“. Darin verarbeitet sie ihre bitteren Fabrik-Erlebnisse und Demütigungen durch die uneheliche Mutterschaft. Es ist aber auch ein Buch von Liebe, eine Beschwörung innerer Freiheit.
Das Leben in ihrem Haus im Berliner Vorort Wilhelmshagen – in der heutigen Lassallestraße 67 – währte nur kurz. Clara Müller-Jahnke starb am 4. November 1905 an einer Influenza. Oskar Jahnke schuf seiner Frau an einem Hang des evangelischen Friedhofs Wilhelmshagen mit einem zehn Tonnen schweren Findling ein beeindruckendes Grabmal. Es ist noch heute zu besichtigen, auch Jahnkes Wohnhaus ist noch gut erhalten.

## Werke
- Mit roten Kressen. Ein Gedichtbuch. Baumert & Ronge, Großenhain 1899.
- Sturmlieder vom Meer. J. H. W. Dietz, Stuttgart 1901.
- Ich bekenne. Die Geschichte einer Frau. Buchhandlung Vorwärts (Paul Singer), Berlin 1904.
  - Ich bekenne. Die Geschichte einer Frau. Vorwort von Clara Bohm-Schuch. J. H. W. Dietz Nachf., Berlin 1920.
  - Ich bekenne. Die Geschichte einer Frau. Neuauflage, Berlin 2015, ISBN 978-3-8430-9685-0
- Gesammelte Gedichte. Lattmann, Goslar 1907.
  - Wach auf! Letzte Gedichte.
  - Wintersaat. Letzte Gedichte.
- Gedichte. Herausgegeben und illustriert von Oskar Jahnke. Weber, Berlin 1910. 
  - Gedichte. Neuauflage, Berlin 2015, ISBN 978-3-8430-9683-6
- Der Freiheit zu eigen, Gedichte Hrsg. von Oliver Igel, trafo verlag 2007. ISBN 978-3-89626-699-6.